# Ellet J. Waggoner
Ellet Joseph Waggoner (1855, Baraboo, Wisconsin - 1916) foi o primeiro teólogo adventista a apresentar a Cristologia sistemática, referente à divindade e à humanidade de Jesus Cristo.

## Biografia
Nascido em Baraboo, Wisconsin, estudou no Colégio de Battle Creek, na cidade de Michigan. Prosseguiu os estudos no Bellevue Medical College, na cidade de New York, obtendo grau em medicina. Iniciou a carreira médica no Sanatório de Battle Creek, mas sua forte vocação para a pregação, entrou para o ministério evangélico.
Depois de revelar talento para escrever, foi ele chamado a trabalhar como editor-assistente da revista Signs of the Times, em 1884, sob a direção de seu pai. Dois anos mais tarde, tornou-se editor-chefe, cargo que manteve até 1891. De 1892 até 1902, Waggoner trabalhou na Inglaterra, primeiramente como editor da Present Truth, e depois como primeiro presidente da Associação do Sul da Inglaterra. Após retornar aos Estados Unidos por causa de seu divórcio e novo casamento, despendeu os anos restantes de sua carreira à parte da igreja, como professor de teologia no Colégio de Battle Creek, nessa época dirigido por John Harvey Kellogg. (Seventh-day Adventist Encyclopedia,  vol. 10, pág. 1563).
Waggoner era um teólogo muito fecundo. Escreveu vários e importantes livros, numerosos panfletos e centenas de artigos para revistas. No entanto, ficou mais conhecido pelo papel que desempenhou na sessão da Conferência Geral de 1888, em Minneapolis, juntamente com seu colega Alonzo T. Jones. Juntos  deixaram sua marca na história da igreja adventista, pelas apresentações sobre justificação pela fé. Para Waggoner, o assunto somente poderia ser compreendido através das lentes da Cristologia.
Já em 1884, Waggoner publicou uma série de artigos na Signs of the Times, nos quais afirmava sua fé na divindade de Cristo, Criador de todas as coisas, a quem os anjos adoram exatamente como fazem a Deus, o Pai.
Na sessão da Conferência Geral de Minneápolis, em 1888, Waggoner apresentou uma série de palestras sobre a divindade de Cristo, um assunto que estava na agenda da Conferência. Embora não tenha deixado versões escritas de suas apresentações, Waggoner publicou uma série de quatro artigos na Signs of the Times sobre o assunto, imediatamente após a sessão nos dias 25 de março, 1, 8 e 15 de abril de 1889.  Isso sugere que eles foram relatos de suas palestras. Eles também foram vistos nas primeiras quatro seções do livro Christ and His Righteousness (Cristo e Sua Justiça), publicado em 1890. Esse livro contém a maioria das idéias prevalecentes na Cristologia de Waggoner.
Nesse tempo, muitos líderes da igreja ainda acalentavam conceitos semi-arianos ou adocianistas, concernentes à natureza divina de Cristo, daí a importância da questão levantada por Waggoner: "Cristo é Deus?"
Para provar que Ele realmente era Deus, Waggoner citou muitos versos nos quais Cristo era chamado Deus. Para benefício daqueles que ainda negavam isso, ele explicou que o nome de Deus "não foi dado a Cristo em conseqüência de alguma grande realização, mas é Seu por direito hereditário".  "Cristo é a ‘expressa imagem’ da pessoa do Pai (Heb. 1:3)… Conquanto Filho do Deus auto-existente, Ele tinha por natureza todos os atributos da divindade". O próprio Cristo ensinou de maneira categórica que Ele era Deus (João 14:8 e 9; 10:33; 8:58)  Waggoner enfatizava a importância da declaração do apóstolo Paulo em Col. 1:19: "Porque aprouve a Deus que nEle habitasse toda a plenitude." E 2:9: "Porque nEle habita corporalmente toda a plenitude da divindade." Waggoner qualifica isso como "o mais absoluto e inequívoco testemunho", noção que foi repetida quinze vezes em seu estudo.
Não bastou para ele simplesmente dizer: "Jesus Cristo é Deus." Os  apóstolos descrevem-nO também como "Criador". Waggoner cita Colossenses 1:15-17, afirmando que "não há coisa alguma no Universo que deixou de ser criada por Cristo… Tudo depende dEle para existir … Ele sustém todas as coisas pela palavra do Seu poder".  Em Hebreus 1:10, o próprio Pai diz ao Filho: "Tu, ó Senhor, no princípio fundaste a Terra e os céus são obra das Tuas mãos."
A insistência de Waggoner sobre o fato de ser Cristo da mesma substância de Deus e possuir vida em Si mesmo, não era, indubitavelmente, uma novidade aos olhos de muitos dos delegados na sessão de Minneápolis.  Sua posição sobre a natureza divina de Cristo era, provavelmente, parte da razão para a oposição de muitos delegados à sua mensagem sobre a justificação pela fé. Ele, evidentemente, achou que era essencial afirmar a igualdade de Cristo com Deus, pois somente a vida de Deus em Cristo tinha o poder de salvar pecadores, justificando-os por Sua graça.
Sua contribuição nesse ponto, como também a respeito da natureza humana de Cristo, foi decisiva. Froom reconhece isso prontamente: "Em 1888, Waggoner estava sendo pioneiro, e sem os benefícios das muitas afirmações posteriores dela [Ellen White]", "não apenas sobre a eterna preexistência de Cristo, como também de Sua existência individual e Sua infinitude, igualdade e onipotência".
Ellen White assim se expressou após ouvir Waggoner: "A plenitude da divindade em Jesus Cristo foi-nos mostrada com beleza e encanto." Review and Herald, 27 de maio de 1890. Para ela, isso demonstrava que Deus estava operando entre eles..
Apesar de toda sua contribuição para o melhoramento teológico do adventismo, tanto Waggoner como seu colega Alonzo Trevier Jones foram dispensados e retiradas suas credenciais de pastores adventistas, e até hoje, quase nenhuma publicação dos mesmos são divulgadas na principal corrente do adventismo, a IASD .   

## Os principais livros
- Fathers of the Catholic Faith (Pais da Fé Católica), (Oakland[desambiguação necessária]: Pacific Press Pub. Co., 1888);
- The Gospel in the Book of Galatians (O Evangelho na Epístola aos Gálatas) (Oakland: Pacific Press Pub. Co., 1890);
- The Gospel in Creation (O Evangelho na Criação), Battle Creek, Mich.: International Tract Society, 1895);
- The Glad Tidings (Felizes Novas) (Oakland: Pacific Press Pub. Co., 1900);
- The Everlasting Covenant (O Concerto Eterno) (Londres: International Tract Society, 1900).